# Tysk-Østrig
Tysk-Østrig (Deutschösterreich eller Deutsch-Österreich) var oprindeligt den uofficielle betegnelse for de tysktalende områder i det østrig-ungarske monarki. Ved monarkiets sammenbrud ved slutningen af 1. verdenskrig udråbtes den 12. november 1918 republikken Tysk-Østrig med socialdemokraten Karl Renner som statskansler. Republikken havde som mål at de tysktalende områder skulle sluttes sammen med Tyskland.
10. september 1919 underskrev Karl Renner Saint-Germain-traktaten, der dels indskrænkede det fremtidige Østrig, der måtte afstå områder til Tjekkoslovakiet, Ungarn, Jugoslavien og Italien, dels forbød sammenslutning med Tyskland, dels fastlagde landets fremtidige navn til Østrig.
50°N 20°Ø / 50°N 20°Ø